# Shinano (schip, 1944)
De Shinano (Japans: 信濃) was een vliegdekschip van de Japanse Keizerlijke marine tijdens de Tweede Wereldoorlog. Aanvankelijk was ze bedoeld als het derde slagschip van de Yamato-klasse. Maar omdat de Japanners de Slag om Midway verloren, werd gekozen om van het in aanbouw zijnde slagschip Shinano een vliegdekschip te maken. Het was het grootste vliegdekschip dat werd gebouwd tijdens de Tweede Wereldoorlog. Pas in 1956 kwam er een groter vliegdekschip in dienst, de USS Forrestal. Het schip is vernoemd naar de Japanse provincie Shinano.

## Aanvankelijk ontwerp
Het ontwerp van bouwnummer 110 week op een aantal punten af van haar zusterschepen, Yamato en Musashi. Tijdens tests was gebleken dat de zware bepantsering van de geschuttorens en romp lichter konden zijn met behoud van dezelfde bescherming. Dit leverde een belangrijke afname van het gewicht op. Hierdoor konden de drievoudige bodem, vuurleiding en uitkijkposities worden versterkt. Tevens zou het schip uitgerust worden met nieuw secundair geschut. De 127mm-kanonnen van het originele ontwerp werden vervangen door nieuwe 100mm-kanonnen, die lichter waren, maar sneller en doeltreffender in gebruik.

## Bouw
Op 4 mei 1940 werd op de marinescheepswerf in Yokosuka de kiel gelegd voor bouwnummer 110. De romp werd gebouwd in Droogdok 6, dat speciaal voor dit schip was gegraven. Door een te lage productie van grondstoffen en de gelijktijdige bouw van meerdere oorlogsschepen op de scheepswerf verliep de bouw zeer langzaam. Pas in juni 1942 was de romp gereed. In deze maand vond tevens de Slag om Midway plaats. Dit was een kantelpunt in de oorlog op zee. Voortaan zouden zeeslagen voornamelijk gevoerd worden met vliegdekschepen. De roep om grote slagschepen verdween en de nadruk kwam op het bouwen van of het ombouwen naar vliegdekschepen te liggen. De marineleiding besloot het derde slagschip van de Yamato-klasse te annuleren en af te laten bouwen als vliegdekschip. Er ontstond binnen de marine een discussie over de precieze taak van het schip. Eén kamp wilde een volledig vliegdekschip, het andere een bevoorradingsschip voor andere vliegdekschepen. Het compromis was dat het een bevoorradingsschip werd, met een kleine luchtvloot, enkel bedoeld om zichzelf te verdedigen.